# Dennis the Menace (televisieserie)
Dennis the Menace is een Amerikaanse sitcom gebaseerd op de gelijknamige stripserie. De serie werd uitgezonden van 1959 tot 1963, met een totaal van 146 afleveringen. Hoofdrollen worden vertolkt door Jay North, Herbert Anderson, Gloria Henry en Joseph Kearns.

## Verhaal
De show draait om het leven van de familie Mitchell – Henry, Alice, en hun enige kind, Dennis. Dennis is energiek ventje dat vaak onbedoeld problemen veroorzaakt. Hij ziet buurman George Wilson als zijn idool en probeert hem regelmatig te helpen, maar Wilson wordt het liefst met rust gelaten daar Dennis meer problemen veroorzaakt dan oplost.

## Verschillen met de stripserie
Het personage Joey werd in de televisieserie vervangen door een ander personage genaamd Tommy Anderson. Joey kwam maar in acht afleveringen voor die al vroeg in de serie werden uitgezonden. Het personage Gina en Dennis’ hond Ruff werden weggelaten uit de serie. In plaats daarvan hadden in de serie de Wilsons’ een hond genaamd Fremont.

## Productie
De pilotaflevering werd in 1958 opgenomen, en droeg de titel Dennis Goes To The Movies. Dennis was in deze aflevering duidelijk jonger dan in de rest van de serie, en zijn personage was nog minder ontwikkeld. In de pilotaflevering richtte Dennis ook veel meer problemen en vernielingen aan dan in de serie zelf. Ook in de eerste afleveringen van seizoen 1 was Dennis nog erg vernielzuchtig. CBS besloot enige censuur toe te passen op de serie uit angst dat de serie kinderen zou aanmoedigen hetzelfde gedrag te vertonen. In de rest van de serie werd Dennis’ gedrag derhalve een stuk milder.
De afleveringen van seizoen twee en drie focusten zich meer op Dennis’ school en andere activiteiten zoals kamperen.
Tegen het eind van seizoen drie overleed acteur Joseph Kearns, die de rol van Mr. Wilson speelde, aan de gevolgen van een Intracerebraal hematoom. Daarom werd in seizoen vier Mr. Wilsons broer, John, geïntroduceerd, die bij Mrs. Wilson verbleef terwijl Mr. Wilson op reis was. Later in seizoen 4 werd ook Johns vrouw, Eloise, geïntroduceerd. De originele Wilsons werden hierna nooit meer genoemd.
De serie was gedurende de vier jaar dat zij werd uitgezonden succesvol, maar moest noodgedwongen stoppen toen acteur Jay North volgens de producers te oud werd voor de rol van Dennis.

## Muziek
De muziek van de serie werd gecomponeerd door John Seely. De achtergrondmuziek was grotendeels identiek aan die van andere sitcoms uit die tijd zoals Donna Reed, Ozzie & Harriet en Patty Duke.

## Rolverdeling
- Dennis Mitchell: Jay North
- Henry Mitchell: Herbert Anderson
- Alice Mitchell: Gloria Henry
- Mr. George Wilson: Joseph Kearns
- Mrs. Martha Wilson: Sylvia Field
- Tommy Anderson: Billy Booth
- Margaret Wade: Jeannie Russell
- Mr. John Wilson: Gale Gordon
- Mrs. Eloise Wilson: Sara Seeger